# Xã Coolspring, Quận Mercer, Pennsylvania
Xã Coolspring (tiếng Anh: Coolspring Township) là một xã thuộc quận Mercer, tiểu bang Pennsylvania, Hoa Kỳ. Năm 2010, dân số của xã này là 2.278 người.